# 위리안치
위리안치(圍籬安置)는 중죄인에 대한 유배형 중의 하나이다. 죄인을 배소에서 달아나지 못하게 하기 위해 귀양간 곳의 집 둘레에 가시가 많은 탱자나무를 돌리고 그 안에 사람을 가둔다.  탱자나무는 전라남도에 많았기 때문에, 대개 죄인들은 전라도 지역의 섬에 유배되었다.

## 개요
위리안치는 ‘가택연금형’으로 1464년 조선 세조 10년 11월 18일 안치 죄인인 종친 화의군 이영, 한남군 이어 등에 대한 ‘금방조건’을 의금부에서 마련하였는데 이를 통해 그 내용을 알아볼 수 있다.
1. 담장 밖에 녹각성[3]을 설치한다.
2. 바깥 문은 항상 자물쇠로 잠그고 조석 거리는 10일에 한 차례씩 주며, 또 담안에 우물을 파서 자급하게 하고 외인으로 하여금 서로 통하지 못하게 한다.
3. 외인이 왕래하여 교통하거나 혹 물품을 주는 자가 있으면, 불충으로 간주하여 처벌한다.
4. 수령이 불시에 점검하여, 문을 지키는 자가 혹 비리를 저지르면, 법률에 따라서 죄를 묻는다.

## 사례

### 연산군
1506년 연산군이 폐위되어 강화도 교동에 위리안치되었다.

### 영창대군
1613년 광해군 5년 영창대군을 강화도에 위리안치하였다. 이듬해 1614년 이이첨 일파가 강화부사 정항을 시켜 영창대군을 증살하였는데 이때 영창대군의 나이 9세였다. 1615년에는 능창군을 교동에 위리안치하였다.

### 광해군
1623년 광해군도 폐위 후 광해군과 폐비 유씨, 폐세자 이질과 폐세자빈 박씨 등 네 사람은 강화도에 위리안치 되었다.

### 김귀주
혜경궁에게 문안을 드리지 않았다는 표면적인 죄상으로 흑산도에 유배시키고 실제 이유는 과거 외조부 홍봉한을 공격한 데 있음을 밝혔다. 1779년에는 홍국영에 의해 더 높은 형벌인 흑산도로 위리안치에 처해졌다.

## 같이 보기
- 권대운